# Moromoro

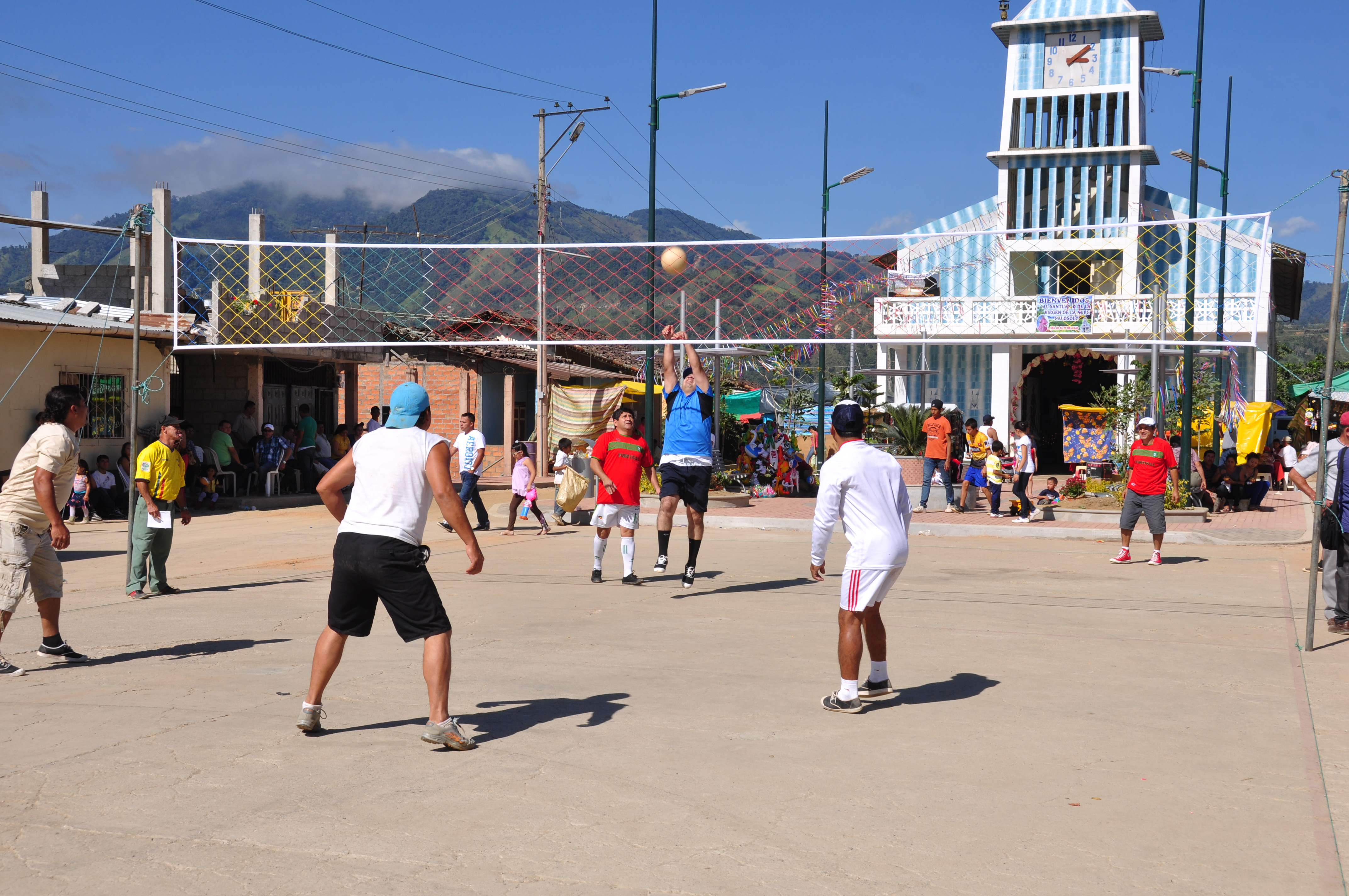
Palo Solo

Moromoro ist eine Ortschaft und eine Parroquia rural („ländliches Kirchspiel“) im Kanton Piñas der ecuadorianischen Provinz El Oro. Die Parroquia besitzt eine Fläche von 85,77 km². Die Einwohnerzahl lag im Jahr 2010 bei 1371.

## Lage
Die Parroquia Moromoro liegt im Südwesten von Ecuador am Westrand der Anden. Der Río Moromoro, ein rechter Nebenfluss des Río Puyango, fließt entlang der östlichen Verwaltungsgrenze nach Süden und entwässert dabei das Areal. Die Berge im äußersten Norden der Parroquia erreichen Höhen von 2250 m.
Der 860 m hoch gelegene Ort Moromoro befindet sich 7 km westlich des Kantonshauptortes Piñas. Westlich von Piñas zweigt eine Nebenstraße von der Fernstraße E585 nach Südwesten ab und führt nach Moromoro.
Die Parroquia Moromoro grenzt im Norden an die Parroquia Ayapamba (Kanton Atahualpa), im Osten an das Municipio von Piñas, im Süden an die Parroquia Capiro, im äußersten Südwesten an die Parroquia Balsas (Kanton Balsas) sowie im Westen an die Parroquia Saracay.

## Orte und Siedlungen
Neben dem Hauptort Moromoro gibt es folgende Sitios: 
- Buenaventura
- Diez de Agosto
- El Placer
- Jarcapilla
- La Providencia
- La Raya
- Nalacapa
- Palo Solo
- Quebrada Oscura
- Sambotambo

## Geschichte
Die Parroquia Moromoro wurde am 13. Januar 1942 gegründet.